# Croft (Cheshire)
Pour les articles homonymes, voir Croft.
Croft est une paroisse civile et un village du Cheshire, en Angleterre.